# Pristidactylus casuhatiensis
Pristidactylus casuhatiensis — вид ігуаноподібних ящірок родини Leiosauridae. Ендемік Аргентини.

## Поширення і екологія
Pristidactylus casuhatiensis мешкають в горах Сьєрра-де-ла-Вентана на південному заході провінції Буенос-Айрес. Вони живуть на вологих, кам'янистих високогірних луках, на висоті понад 800 м над рівнем моря. Живляться переважно ендемічними равликами Plagiodontes patagonicus, а також жуками і павуками.

## Збереження
МСОП класифікує цей вид як такий, що перебуває на межі зникнення. Pristidactylus casuhatiensis загрожує знищення природного середовища і поширення інвазивних видів рослин, зокрема Pinus halepensis і Rubus.